# NGC 5018
NGC 5018 este o galaxie eliptică situată în constelația Fecioara. A fost descoperită în 8 aprilie 1788 de către William Herschel. Se află la o distanță de 34,04 de megaparseci de Pământ.